# (8971) Leucocephala
(8971) Leucocephala (2256 T-2) – planetoida z pasa głównego asteroid okrążająca Słońce w ciągu 5,46 lat w średniej odległości 3,1 au. Odkryta 29 września 1973 roku.